# Borsodszentgyörgy, Borsod-Abaúj-Zemplén
Borsodszentgyörgy este un sat în districtul Ózd, județul Borsod-Abaúj-Zemplén, Ungaria, având o populație de 1.251 de locuitori (2011). 

## Demografie
Componența etnică a satului Borsodszentgyörgy
     Maghiari (91,12%)
     Romi (8,26%)
     Necunoscut (0,35%)
     Germani (0,26%)
     Alții (0,35%)
Componența confesională a satului Borsodszentgyörgy
     Romano-catolici (68,11%)
     Fără religie (5,84%)
     Reformați (1,44%)
     Necunoscută (23,9%)
     Greco-catolici (0,72%)
     Alte religii (0,72%)
Conform recensământului din 2011, satul Borsodszentgyörgy avea 1.251 de locuitori. Din punct de vedere etnic, majoritatea locuitorilor (91,12%) erau maghiari, cu o minoritate de romi (8,26%). Apartenența etnică nu este cunoscută în cazul a 0,35% din locuitori.  Din punct de vedere confesional, majoritatea locuitorilor (68,11%) erau romano-catolici, existând și minorități de persoane fără religie (5,84%) și reformați (1,44%). Pentru 23,9% din locuitori nu este cunoscută apartenența confesională.